# Edward Seymour, 5. Baronet

Wappen des Sir Edward Seymour, 5. Baronet

Sir Edward Seymour, 5. Baronet (* 1663; † 29. Dezember 1741) war ein englisch-britischer Adliger und Politiker.

## Leben
Er war der älteste Sohn von Sir Edward Seymour, 4. Baronet, aus dessen erster Ehe mit Margaret Wale.
Er wurde mehrmals ins englische bzw. britische House of Commons gewählt und war von 1690 bis 1695 Abgeordneter für das Borough West Looe in Cornwall, 1708 bis 1710 für Totnes in Devon und von 1711 bis 1715 für Great Bedwyn in Wiltshire. Im Parlament unterstützte er die Tories.
Beim Tod seines Vaters erbte er 1708 dessen Titel als 5. Baronet, of Berry Pomeroy in the County of Devon.
Unter ihm wurde das Anwesen Bradley House bei Maiden Bradley in Wiltshire fertiggestellt, das das im Bürgerkrieg erheblich beschädigte Berry Pomeroy Castle in Devon als Familiensitz ablöste. Um 1733 erwarb er auch ein Gut Rumwell bei Bishop’s Hull in Somerset und ließ dort das Anwesen Rumwell Hall errichten.

## Ehe und Nachkommen
Er heiratete Laetitia Popham († 1738), Tochter des Sir Francis Popham und Tante seiner Stiefmutter, der zweiten Gattin seines Vaters, Laetitia Popham († 1714). Mit ihr hatte er vier Söhne und acht Töchter:
- Edward Seymour, 8. Duke of Somerset, 6. Baronet (1695–1757), ⚭ 1716 Mary Webb;
- Francis Seymour, of Sherborne in Dorset († 1761), MP, ⚭ 1728 Elizabeth Popham, Witwe des Edward Montagu, Viscount Hinchinbroke;
- Alexander Seymour († 1731);
- William Seymour, of East Knoyle in Wiltshire (1713–1747), ⚭ (1) 1737 Elizabeth Hippye, ⚭ (2) 1745 Mary Hyde;
- Laetitia Seymour, ⚭ John Gapper, of Wincanton in Somerset;
- Margaret Seymour, ⚭ Richard Jones, of Ramsbury in Wiltshire;
- Elizabeth Seymour († 1756), ⚭ Benry Hungerford, of Field in Wiltshire;
- Anne Seymour († 1755), ⚭ William Scraggs, of Chute Lodge in Wiltshire;
- Helena Seymour;
- Mary Seymour;
- Jane Seymour, ⚭ William Coleman, of Garnhay in Devon;
- Katherine Seymour, ⚭ John Philip Fuhr, of Bristol.

Als er 1741 starb, beerbte ihn sein ältester Sohn Edward als 6. Baronet, der 1750 auch den Titel 8. Duke of Somerset erbte.